# Ada Mangilli
Pour les articles homonymes, voir Mangilli.
Ada Mangilli, née en 1862 ou 1863 à Cento, Ferrare ou Florence et morte en 1935 à Florence, est une peintre italienne.

## Biographie
Selon les sources, Ada Mangilli naît à Ferrare, est native de Cento en 1862, ou est née le 23 septembre 1863 à Florence.
Elle étudie avec le professeur Amos Cassioli. Elle peint principalement de petites toiles à l'huile, certaines vendues aux Pays-Bas par le marchand signor Hohlender. Elle représente souvent des femmes dans des scènes néo-pompéiennes, comme une fête bacchanale, à différents stades de déshabillage.
Elle peint également des modèles à l'huile, exposés en 1879, pour deux mosaïques sur la porte gauche de la cathédrale de Florence, représentant le bienheureux Bonifazio Lupi, marquis de Soragna, fondateur d'une institution caritative florentine, et Piero di Luca Borsi, un popolano sous la République, qui créé l'archiconfrérie de la Misericordia. Elle peint également un Tobie pour la chapelle funéraire du cimetière d'Antella, près de Florence. Elle dessine également des illustrations pour l'album Florentiu.
Parmi ses œuvres figurent : Baccante (médaille d'or à l'Exposition des Beaux-Arts de Ferrare, et propriété de la Pinacothèque), costume medioevale et Floralia . Elle peint une grande toile représentant le jeune Agrippa, exposée à la Mostra Italiana del 1889 à Londres. A la Mostra Beatrice di Lavori femminili en 1890 à Florence, elle expose une série de figures grandeur nature : Le tre Marie, qui remporte le premier prix, une médaille d'or, de peinture. Elle épouse le comte Francesetti di Merzenile, connu pour son soutien aux arts. Elle peint également une Béatrice et Jésus pardonnant l'adultère . Elle vit et travaille à la Villa alla Querce à Florence.
Ada Mangilli meurt en 1935 à Florence.

## Critique
Elle a une fantaisie gracieuse et ses images sont à la fois vivantes et raffinées. Son dessin est précis, ses personnages bien exprimés et sa technique agréable.